# إم بي سي 1
إم‌ بي‌ سي 1 (بالإنجليزية: MBC 1) هي قناة تلفزيونية سعودية مفتوحة تابعة لمجموعة إم بي سي، وهي قناة ترفيهية وإخبارية متنوعة. بدأت بثها عبر الأقمار الاصطناعية من لندن في سبتمبر 1991، وكانت بذلك أول قناة عربية فضائية مستقلة. يصل عدد مشاهدي القناة الآن إلى أكثر من 150 مليون شخص حول العالم. يقع المقر الرئيسي لمجموعة إم بي سي في الرياض، المملكة العربية السعودية.
انطلقت مجموعة إم بي سي في أوائل التسعينيات مع بداية بث قناة MBC (المعروفة اليوم باسم MBC1) كأول محطة تلفزيونية فضائية مفتوحة يمتلكها القطاع الخاص، تبث على مدار الساعة. كانت القناة تقدم مزيجًا من البرامج الترفيهية والإخبارية، مما ساعدها في اكتساب جمهور واسع في جميع أنحاء الوطن العربي.

## برامج القناة
تقدم قناة MBC1 مجموعة متنوعة من المسلسلات العربية والبرامج المختلفة. وعلى الجانب الديني، تعرض القناة تقارير إسلامية متعددة خلال المناسبات الدينية، كما تقدم برامج دينية وتوعوية خلال شهر رمضان المبارك، بالإضافة إلى البرامج الخيرية مثل "قلبي اطمأن". وتقوم القناة أيضًا بتغطية شاملة ليوم عرفة، الذي يعد من أهم المناسبات الدينية للمسلمين، بمشاركة عشرات المراسلين.
دخلت القناة مجال الإنتاج المحلي عبر إنتاج وعرض برنامج "Driven" في مواسمه الأربعة، وهو برنامج متخصص في عالم السيارات والسباقات والسرعة وتعديل السيارات. إلى جانب "Driven"، تقدم MBC1 بطولة دزرت فورس السنوية، وبرنامج تلفزيون الواقع الخاص برياضة الفنون القتالية المختلطة، الذي يُعرف باسم "دزرت فورس الأكاديمية"، والذي يُعرض مدبلجًا إلى العربية مع حذف بعض المشاهد.
كانت القناة من أولى القنوات العربية التي عرضت أحدث الأفلام الأجنبية المدبلجة إلى اللغة العربية، حيث قدمت مجموعة مختارة من الأفلام الأمريكية والهندية بين أكتوبر 2009 وأغسطس 2010. اليوم، تستمر القناة في دبلجة الأفلام الهندية الشهيرة من بوليوود، وكان فيلم الافتتاح طالما أنا حي، من بطولة كاترينا كيف، أنوشكا شارما، وشاه روخ خان. من بين أبرز مذيعي ومذيعات القناة: مصطفى الآغا.
بالإضافة إلى تقديم مجموعة من البرامج الجديدة، تميزت القناة بعرض العديد من البرامج البارزة، من أبرزها
- حكايات رمضان أبو صيام
- سنوحي
- أرابز غوت تالنت
- إي تي بالعربي
- إكس فاكتور
- بروجكت رانواي الشرق الأوسط
- ياريت
- بليتش
- Power Rangers Super Megaforce
- ثانوية الفنون
- أستاذي لاعب خفة محترف
- فورمولا إي
- فورمولا ون
- Help! My Supply Teacher's Magic
- EA Sports Game Time
- باور رينجرز: سوبر ميغا فورس
- باور رينجرز: القوة الضاربة
- وقت ألعاب EA الرياضية
- ماستر شيف جونيور
- The Sparticle Mystery
- لغز الاختفاء
- مسلسل ضرب نار[2]
- العميد
- سلسال الدم
- ذهاب وعودة
- عروس بيروت
- سندباد
- ساحرة الجنوب
- ممالك النار
- اتنين في الصندوق
- الصدمة (برنامج) .
- بالتي هي أحسن.
- مع القرني.
- الرواد.
- خواطر.
- سين.
- مالك بالطويلة.
- ليالي رمضان.
- وعد.
- إفطارنا غير.
- صدى الملاعب.
- الهيبة.
- كلام نواعم.
- أكشن مع وليد.
- عيش الدور.
- الزند.
- تاج.
- Driven.
- ستات بيت المعادي

### الأفلام
- جامعة المرعبين
- حكاية لعبة 3
- أسطورة مريدا
- أنا الحقير 2
- لوراكس
- عنايه بابا اليوميه
- روضة البابا
- يوم معسكر بابا
- فيلم النحلة
- المغامرة النمورية